# Andrij Baloha Csapata
Az Andrij Baloha Csapata (ukránul: Команда Андрія Балоги, magyar átírásban: Komanda Andrija Balohi), 2020-ig Egységes Közép (ukránul: Єдиний центр, magyar átírásban: Jedinij centr) Ukrajnában működő, 2008-ban alapított, akkor Viktor Juscsenko elnököt támogató centrista politikai párt volt. Napjainkban regionális pártnak tekinthető. A Kárpátaljai Területi Tanácsban 2019-től hét képviselői hellyel rendelkeznek, a párt elnöke 2020-tól Andrij Baloha.

## Története
A pártot a 2008. március 27-én megtartott alakuló kongresszuson hozták létre Kijevben azzal a céllal, hogy a jelentős népszerűségvesztést elszenvedett Mi Ukrajnánk – Népi Önvédelem (NU–NSZ) helyett egy új elnöki párt álljon Viktor Juscsenko elnök mögött a következő, 2009-es elnökválasztáson. Létrehozásában kulcsszerepet játszott Viktor Baloha. A párt tagsága kezdetben az NU–NSZ-ből kilépett tagságból állt, elnöke 2008-tól 2010-ig Ihor Kril volt, majd tőle Viktor Baloha vette át az elnökséget. Az elnökségben a korábban az NU–NSZ listájáról mandátumhoz jutott parlamenti képviselők, például Okszana Bilozir, Oleszja Orobec, Mihajlo Poljancsics, Viktor Topolov, Borisz Szilenkov és Leszja Taran foglalt helyet. A párt fénykora a 2010-es évek eleje volt. Ekkor országos pártként Ukrajna minden régiójában rendelkezett területi szervezetekkel, a taglétszáma 2010-ben kb. 100 ezer volt.
A 2014. október 26-i ukrajnai parlamenti választásokon a párt hat képviselője szerzett egyéni választókerületből képviselői helyet, de saját frakciót nem tudtak alakítani az Ukrán Legfelsőbb Tanácsban.
A 2019-es parlamenti választáson Kárpátalján öt egyéni választókerületben indított jelöltet a párt. Közülük egy képviselője szerzett parlamenti mandátumot, Viktor Baloha a 69-es egyéni választókerületből jutott be az Ukrán Legfelsőbb Tanácsba, ahol frakción kívüli, egyéni képviselőként tevékenykedik. A választáson a párt színeiben indult Viktor Baloha két testvére is, Ivan Baloha (70. választókerület) és Pavlo Baloha (73. választókerület), de nem jutottak be a parlamentbe.
2020. július 1-jén a párt vezetését Viktor Baloha fia, Andrij Baloha vette át, és akkortól a párt új neve Andrij Baloha Csapata (Komand Andrija Balohi) lett. A 2020-as ukrajnai helyhatósági választásokon a Kárpátaljai Területi Tanácsban a párt 40%-kos eredményt és el, így hét mandátumot szerzett a 64 fős területi tanácsban, és a párt színeiben induló Andrij Balohát a leadott érvényes szavazatok 70%-kával újra Munkács polgármesterévé választották.